# 王可立
王可立（1517年—？），字子中，號成山，直隸滁州來安縣人，民籍，明朝政治人物。

## 生平
嘉靖二十五年（1546年）丙午科應天府鄉試第一百三十名舉人。嘉靖三十二年（1553年）中式癸丑科會試第三百七十五名，三甲第二百九十一名進士。吏部观政，授瓯宁县知县。擢刑部主事，历员外、郎中，升山東按察使司辽东佥事，转山东布政使司右参议，为官以清白著称。

## 著作
著有《建康风俗记》、《九华山志》、《引睡集》。

## 家族
曾祖王廣，州判；祖父王安，貢士；父王徽。前母陳氏；母張氏。兄可文（生员）、可大。